# Chamaeleo kinetensis
Chamaeleo kinetensis är en ödleart som beskrevs av  Schmidt 1943. Chamaeleo kinetensis ingår i släktet Chamaeleo och familjen kameleonter. Inga underarter finns listade i Catalogue of Life.